# NGC 5486
NGC 5486 (другие обозначения — UGC 9036, MCG 9-23-38, ZWG 272.31, IRAS14056+5520, PGC 50383) — галактика в созвездии Большая Медведица.
Этот объект входит в число перечисленных в оригинальной редакции «Нового общего каталога».